# مبارک‌آباد (آبعلی)

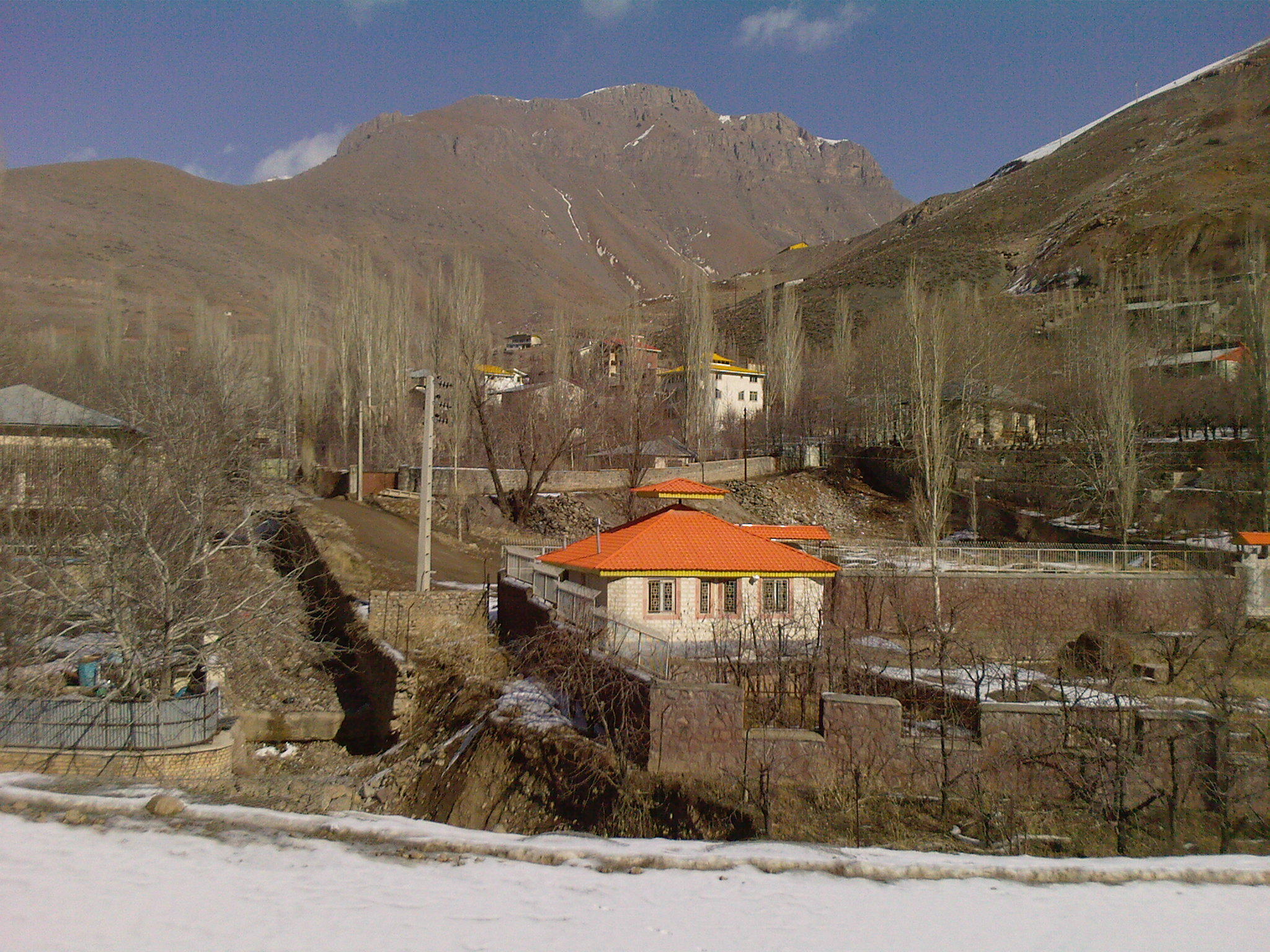
نمایی از مبارک‌آباد، منطقه‌ای کوهستانی واقع در البرز مرکزی - ۲۰۰۹

مبارک‌آباد یا گت‌آه (در زبان مازندرانی به معنای آهِ بزرگ) در گذشته یکی از روستاهای دهستان آبعلی بوده است؛ سپس در هنگام تشکیل شهر آبعلی به بخشی از شهر آبعلی تبدیل شده است. منطقه ای کوهستانی واقع در البرز مرکزی با ارتفاع بیش از ۲۵۰۰ متر از سطح دریا با زمستانهای سرد و تابستانهای خنک.
در شمال محله مبارک‌آباد در کنار سه چنار کهنسال امامزاده‌ای به نام امامزاده حمزه قرار دارد. این بنا در تاریخ نهم اردیبهشت ۱۳۸۲ 
به شماره ۸۵۱۳ در فهرست آثار ملی ایران به ثبت رسیده است.